# SEAT Ritmo
O SEAT Ritmo é um automóvel produzido pela marca espanhola SEAT sob licença da Fiat entre os anos de 1979 e 1982. Em 1980, o SEAT Ritmo foi eleito Carro do Ano em Espanha, sendo também o modelo o primeiro a utilizar um nome não numérico como era habitual para a marca. Quando as relações com a Fiat foram rompidas, através de acordos a SEAT teria que modificar toda a sua gama de modelos, isso afetou o SEAT Ritmo que seria esteticamente modificado para se parecer com outro carro totalmente novo, para diferenciá-lo do seu homólogo, o Fiat Ritmo, em além de ter que renomeá-lo com um novo nome sendo vendido como SEAT Ronda.

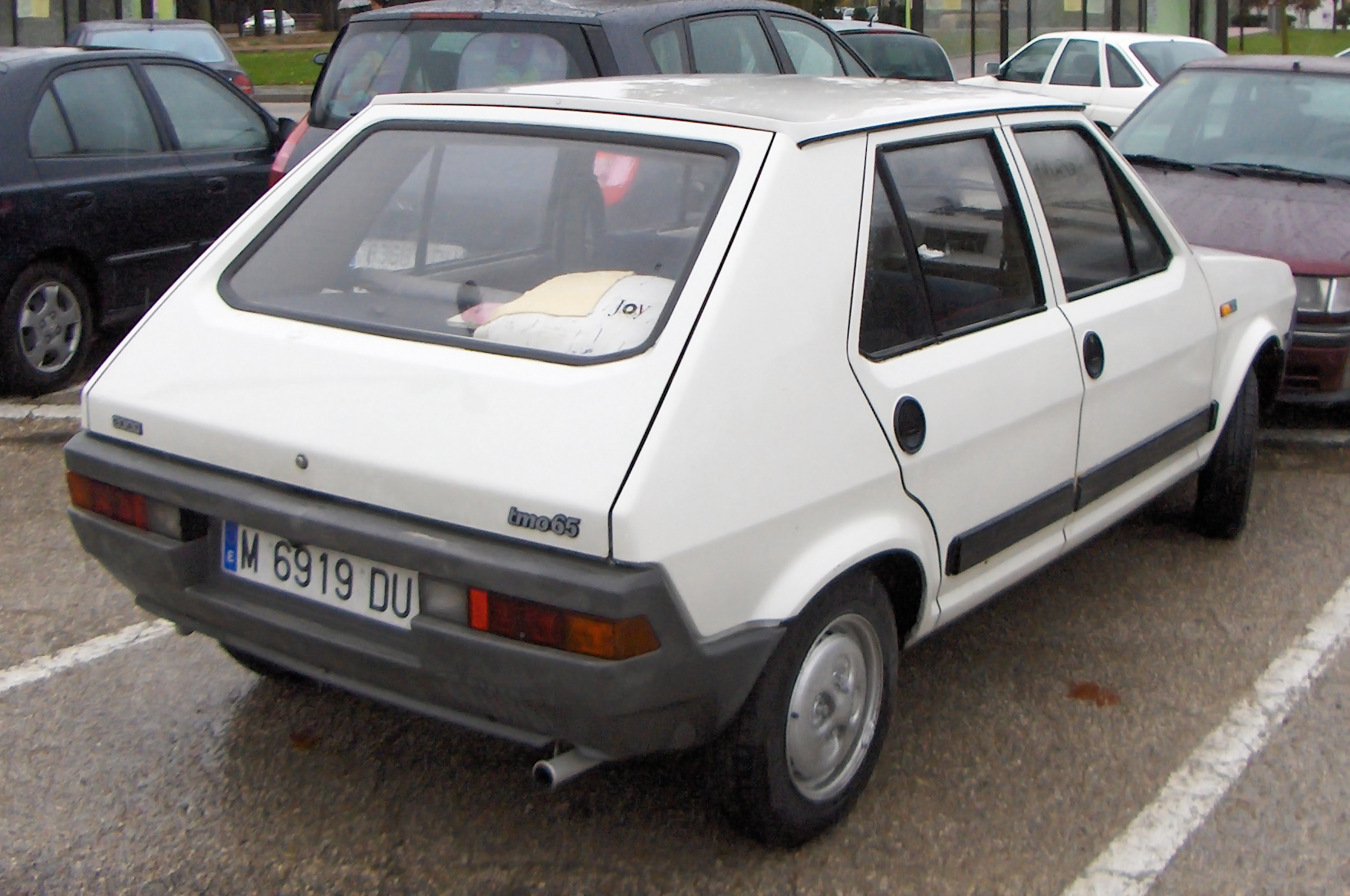
Vista traseira

O SEAT Ritmo compartilhava o seu design com o Fiat Ritmo italiano original e, externamente, diferiam apenas nos logótipos da marca. Ao contrário da Fiat, a SEAT fabricava apenas a versão com carroceria de 5 portas, enquanto a Fiat o oferecia com carrocerias de 3 e 5 portas, além de outro conversível criado pela Bertone.